# Ndwedwe
Ndwedwe ist ein Ort in der Provinz KwaZulu-Natal in Südafrika. Er ist Verwaltungssitz der Lokalgemeinde Ndwedwe im Distrikt iLembe.

## Geographie
Ndwedwe hatte bei der Volkszählung 2011 4488 Einwohner, von denen 94 % isiZulu als erste Sprache angaben. Der Ort liegt im Valley of a Thousand Hills (deutsch etwa: „Tal der tausend Hügel“) nahe dem Fluss Mdloti und rund 60 Kilometer nördlich von Durban und 20 westlich von Tongaat.

## Geschichte
Der Ortsname stammt aus dem isiZulu und bedeutet etwa „langes, flaches Tafelland oder Grat“ oder „gedankenvoll“.

## Personen
- Sihle Zikalala, der 8. Premier of KwaZulu-Natal

## Verkehr
Ndwedwe liegt an keiner Fernstraße.